# Gabriela Stellino
Gabriela Stellino (* 1963 in Resistencia, Argentinien) ist eine argentinische Bildende Künstlerin. Sie lebt und arbeitet in Riegel am Kaiserstuhl.

## Leben
Bereits mit 15 Jahren nahm Gabriela Stellino in Buenos Aires an der Escuela Nacional de Bellas Artas Manuel Belgrano Kunstunterricht. 1982 wechselte sie an die Staatliche Hochschule für Bildende Kunst Pridiliano Pueyrredon, wo sie Bildkomposition, Malerei und Zeichnung studierte. Erste Auszeichnungen s. u. Von 1986 bis 1997 lebt und arbeitet Stellino in Brasilien. Am Museum für Moderne Kunst in Salvador befasste sie sich mit plastischem Arbeiten. Alltagsskizzen (Schribizzi) entstehen und dienen als Grundlagen für das plastische Arbeiten. Von 1998 bis 2010 lebte sie in Freiburg in Deutschland, seit 2002 Arbeit am Projekt „Belebte Bilder“. Neben der künstlerischen Tätigkeit, die sich in zahlreichen Ausstellungen manifestiert, ist Stellino als Kunstdozentin tätig, so an der Akademie für Kommunikation Baden-Württemberg (Berufskolleg für Grafik-Design), Freiburg. Seit 2008 arbeitet Stellino mit dem Pianisten Fernando Viani zusammen. Das gemeinsame Projekt „Belebte Bilder“ wurde 2009 im Freiburger Morat-Institut für Kunst und Kunstwissenschaft uraufgeführt. Seit 2012 gemeinsame Arbeit zu 24 Préludes von Claude Debussy.
Gabriela Stellino ist Mitglied des BBK Südbaden.

## Auszeichnungen (Auszug)
- 1982 Silbermedaille beim Kunstpreis der Stadt Buenos Aires
- 1983 Kunstpreis der Galerie „Hoy en el arte“, Buenos Aires
- 1984 2. Erwerbungspreis des Museo de Artes Plásticas Eduardo Sivori
- 2006 Atelierstipendium der Uli Seewald Stiftung, Ascona, Schweiz

## Ausstellungen
Auswahl regional
- 2002 Espace Lezard, Colmar, Frankreich
- Regionale Lörrach
- 2003 Kunstforum Hochschwarzwald Titisee-Neustadt
- 2005 1. Stuttgarter Kunstmesse
- 2006 Ausstellungsraum Klingental, Basel
- 2007 Maison 44, Basel
- Institut für Bildnerisches Denken, Grenzach-Wyhlen
- Städtische Galerie, Engen
- 2009 Morat-Institut für Kunst und Kunstwissenschaft, Freiburg
- 2011 Kunstverein March
- Kunstforum Hochschwarzwald, Titisee-Neustadt
- Georg-Scholz-Haus, Waldkirch

Auswahl überregional
- 2000 Kranj / Slowenien
- 2005 Frauenmuseum Bonn
- 2010 Whitstable Biennale / United Kingdom
- Transfera Media Arts, MADATAC Madrid / Spanien
- Blenheim Palace / United Kingdom